# Prionanthium dentatum
Prionanthium dentatum är en gräsart som först beskrevs av Carl von Linné d.y., och fick sitt nu gällande namn av Johannes Jan Theodoor Henrard. Prionanthium dentatum ingår i släktet Prionanthium och familjen gräs. Inga underarter finns listade i Catalogue of Life.